# Elsa Håkansson-Fermbäck
Elsa Håkansson-Fermbäck (28 marzo 1998) è una sciatrice alpina svedese.
Dalla stagione 2019-2020 si è iscritta alle liste FIS come Elsa Fermbäck.

## Biografia
Attiva in gare FIS dal novembre del 2014, la Håkansson-Fermbäck ha esordito in Coppa Europa il 4 dicembre 2016 a Trysil in slalom gigante, senza qualificarsi per la seconda manche, e in Coppa del Mondo il 17 novembre 2018 a Levi in slalom speciale, senza completare la prova. In Coppa Europa ha ottenuto il primo podio il 1º febbraio 2019 a Tignes in slalom parallelo (3ª) e la prima vittoria il 9 gennaio 2021 a Vaujany in slalom speciale; ai successivi Mondiali di Cortina d'Ampezzo 2021, sua prima presenza iridata, si è classificata 16ª nello slalom speciale e l'anno dopo ai XXIV Giochi olimpici invernali di Pechino 2022, sua prima presenza olimpica, si è piazzata 28ª nello slalom speciale.

## Palmarès

### Mondiali juniores
- 1 medaglia:
  - 1 bronzo (slalom speciale a Val di Fassa 2019)

### Coppa del Mondo
- Miglior piazzamento in classifica generale: 88ª nel 2021

### Coppa Europa
- Miglior piazzamento in classifica generale: 5ª nel 2022
- 9 podi:
  - 2 vittorie
  - 3 secondi posti
  - 4 terzi posti

#### Coppa Europa - vittorie
| Data             | Località     | Paese   | Specialità |
| ---------------- | ------------ | ------- | ---------- |
| 9 gennaio 2021   | Vaujany      | Francia | SL         |
| 15 dicembre 2021 | Valle Aurina | Italia  | SL         |

Legenda:

SL = slalom speciale

### Campionati svedesi
- 1 medaglia:
  - 1 oro (slalom speciale nel 2022)